# Anna Szczerbakowa
Anna Stanisławowna Szczerbakowa, ros. Анна Станиславовна Щербакова (ur. 28 marca 2004 w Moskwie) – rosyjska łyżwiarka figurowa startująca w konkurencji solistek. Mistrzyni olimpijska (2022), mistrzyni świata (2021), mistrzyni (2022) i wicemistrzyni Europy (2020), wicemistrzyni świata juniorów (2019), zwyciężczyni zawodów z cyklu Grand Prix i Challenger Series, trzykrotna mistrzyni Rosji (2019–2021).
W 2018 roku, w wieku 14 lat, została mistrzynią Rosji 2019 w kategorii seniorów, pokonując między innymi mistrzynię Alinę Zagitową i wicemistrzynię olimpijską Jewgieniję Miedwiediewą i stając na podium z dwiema innymi juniorkami (Aleksandrą Trusową i Aloną Kostorną). Podczas kwalifikacji do mistrzostw Rosji seniorów, czyli podczas Pucharu Rosji, w programie dowolnym wykonała dwa poczwórne lutze i została drugą łyżwiarką w historii, która wykonała te skoki w jednym programie (pierwszy był Nathan Chen) – jeden solo, a drugi w kombinacji z potrójnym toe-loopem. Jednak nie mogło to zostać uznane za oficjalne osiągnięcie, bo Szczerbakowa dokonała tego podczas zawodów krajowych nieuznawanych przez ISU.

## Osiągnięcia
| Zawody                                | 17–18          | 18–19          | 19–20          | 20–21          | 21–22          |                |                |                |                |                |                |                |                |                |                |                |                |
| Międzynarodowe                        | Międzynarodowe | Międzynarodowe | Międzynarodowe | Międzynarodowe | Międzynarodowe | Międzynarodowe | Międzynarodowe | Międzynarodowe | Międzynarodowe | Międzynarodowe | Międzynarodowe | Międzynarodowe | Międzynarodowe | Międzynarodowe | Międzynarodowe | Międzynarodowe | Międzynarodowe |
| ------------------------------------- | -------------- | -------------- | -------------- | -------------- | -------------- | -------------- | -------------- | -------------- | -------------- | -------------- | -------------- | -------------- | -------------- | -------------- | -------------- | -------------- | -------------- |
| Zimowe igrzyska olimpijskie           |                |                |                |                | 1              |                |                |                |                |                |                |                |                |                |                |                |                |
| Mistrzostwa świata                    |                |                | C              | 1              |                |                |                |                |                |                |                |                |                |                |                |                |                |
| Mistrzostwa Europy                    |                |                | 2              | C              | 1              |                |                |                |                |                |                |                |                |                |                |                |                |
| GP Finał Grand Prix                   |                |                | 2              |                |                |                |                |                |                |                |                |                |                |                |                |                |                |
| GP Cup of China                       |                |                | 1              |                | C              |                |                |                |                |                |                |                |                |                |                |                |                |
| GP Gran Premio d’Italia               |                |                |                |                | 1              |                |                |                |                |                |                |                |                |                |                |                |                |
| GP Internationaux de France           |                |                |                |                | 1              |                |                |                |                |                |                |                |                |                |                |                |                |
| GP Rostelecom Cup                     |                |                |                | WD             |                |                |                |                |                |                |                |                |                |                |                |                |                |
| GP Skate America                      |                |                | 1              |                |                |                |                |                |                |                |                |                |                |                |                |                |                |
| CS Lombardia Trophy                   |                |                | 1              |                |                |                |                |                |                |                |                |                |                |                |                |                |                |
| Budapest Trophy                       |                |                |                |                | 2              |                |                |                |                |                |                |                |                |                |                |                |                |
| Międzynarodowe: Kategorie młodzieżowe |                |                |                |                |                |                |                |                |                |                |                |                |                |                |                |                |                |
| Mistrzostwa świata juniorów           |                | 2              |                |                |                |                |                |                |                |                |                |                |                |                |                |                |                |
| JGP Finał                             |                | 5              |                |                |                |                |                |                |                |                |                |                |                |                |                |                |                |
| JGP w Kanadzie                        |                | 1              |                |                |                |                |                |                |                |                |                |                |                |                |                |                |                |
| JGP na Słowacji                       |                | 1              |                |                |                |                |                |                |                |                |                |                |                |                |                |                |                |
| Olimpijski festiwal młodzieży Europy  |                | 1              |                |                |                |                |                |                |                |                |                |                |                |                |                |                |                |
| Krajowe                               |                |                |                |                |                |                |                |                |                |                |                |                |                |                |                |                |                |
| Mistrzostwa Rosji                     |                | 1              | 1              | 1              | 2              |                |                |                |                |                |                |                |                |                |                |                |                |
| Mistrzostwa Rosji juniorów            | 13             | 3              |                |                |                |                |                |                |                |                |                |                |                |                |                |                |                |
| Puchar Rosji                          |                | 1 J            |                |                |                |                |                |                |                |                |                |                |                |                |                |                |                |
| Zawody drużynowe                      |                |                |                |                |                |                |                |                |                |                |                |                |                |                |                |                |                |
| World Team Trophy                     |                |                |                | 1 T 1 P        |                |                |                |                |                |                |                |                |                |                |                |                |                |

## Programy
| Sezon   | Program krótki (SP) | Program dowolny (FS) | Pokazy mistrzów |
| ------- | --- | --- | --- |

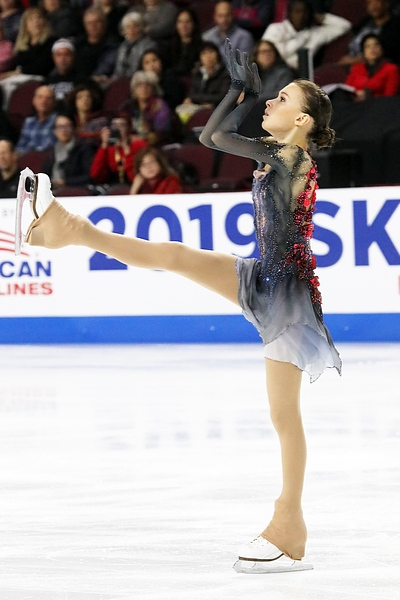
Program krótki Pachnidło medley (Skate America 2019)

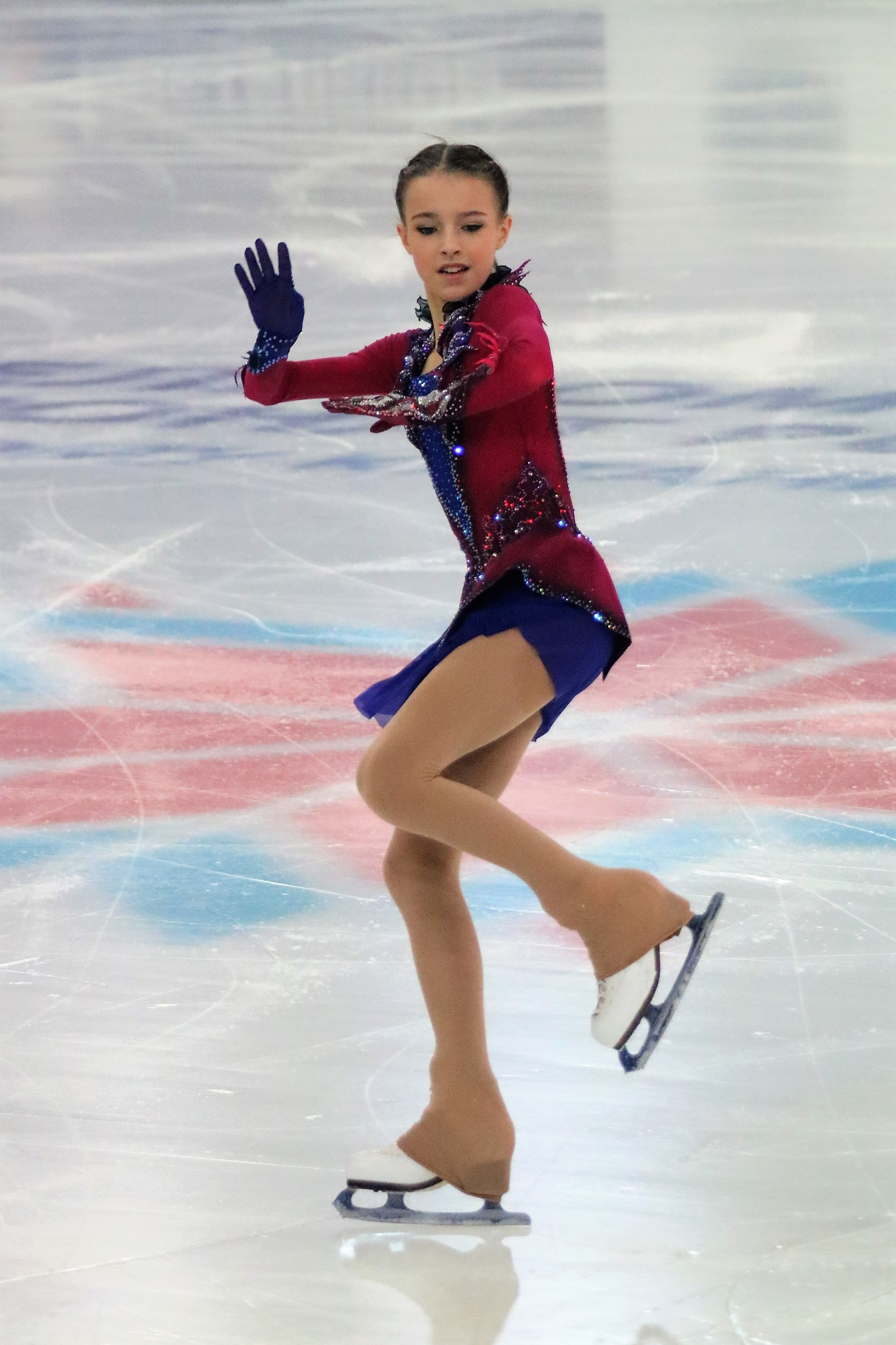
Program dowolny Introduction et Rondo Capriccioso (Mistrzostwa Rosji 2019)

| 2021–22 | - The Songs of Distant Earth – Kiriłł Richter choreografia: Daniił Glejchiengauz | - Ruska – Apocalyptica - Satan's Ball (z serialu Mistrz i Małgorzata) – Igor Kornieluk - Requiem d-moll (KV 626) – David Garrett, oryg. Wolfgang Amadeus Mozart choreografia: Daniił Glejchiengauz | |
| 2020–21 | - Elegie: O Doux printemps d'autrefois – Joshua Bell, oryg. Jules Massenet choreografia: Daniił Glejchiengauz | - Morning Passages (z filmu Godziny) – Philip Glass - Forgiveness (z filmu Dom mrocznych motyli) – Panu Aaltio - Beethoven's 5 Secrets – The Piano Guys choreografia: Daniił Glejchiengauz - Morning Passages (z filmu Godziny) – Philip Glass - Forgiveness (z filmu Dom mrocznych motyli) – Panu Aaltio - No One Ever Called Me That (z filmu Miasta miłości) – Dario Marianelli choreografia: Daniił Glejchiengauz | - Everybody Wants to Rule the World (z filmu Igrzyska śmierci: W pierścieniu ognia) – Lorde, oryg. Tears for Fears choreografia: Daniił Glejchiengauz |
| 2019–20 | - The Girl with the Plums (z filmu Pachnidło) – Tom Tykwer, Johnny Klimek, Reinhold Heil - Meeting Laura (z filmu Pachnidło) – Tom Tykwer, Johnny Klimek, Reinhold Heil - Laura's Murder (z filmu Pachnidło) – Tom Tykwer, Johnny Klimek, Reinhold Heil choreografia: Daniił Glejchiengauz | - Gnossiennes: Gnossienne No.1 – Roland Pöntinen, oryg. Erik Satie - Ognisty ptak – Igor Strawinski choreografia: Daniił Glejchiengauz | - Kimono – Strawhatz & Toyboys choreografia: Daniił Glejchiengauz                                                                                     |
| 2018–19 | - A Comme Amour – Richard Clayderman choreografia: Daniił Glejchiengauz | - Introduction et Rondo Capriccioso – Camille Saint-Saëns choreografia: Daniił Glejchiengauz | - Kimono – Strawhatz & Toyboys choreografia: Daniił Glejchiengauz - Dreamcatcher – Secret Garden                                                      |
| 2017–18 | - Nokturny op. 9 – Fryderyk Chopin | - Dreamcatcher – Secret Garden | |